# Геническ
Геническ (на украински: Генічеськ) е град в Южна Украйна, Генически район на Херсонска област.
Основан е през 1784 година. Населението му е около 21 633 души.